# Ana López Gallego
Ana López Gallego, también conocida como Anita, (La Carolina, 26 de febrero de 1918 - Madrid, 5 de agosto de 1939) fue una de Las Trece Rosas, fusilada por la dictadura de Francisco Franco cuatro meses después de finalizar la guerra civil española.

## Biografía
Nació en La Carolina (Jaén) en 1918. De origen familiar obrero, fue hija de Concepción Gallego Delgado, natural de Sanlúcar de Barrameda y de Juan López Martínez, minero maquinista y natural de La Carolina. En 1922, emigró con su familia a Chamartín de la Rosa (Madrid), escapando de la crisis del sector minero en La Carolina. Con 6 años la matricularon en la Escuela Nacional de la calle Castillejos en el barrio de Tetuán. Posteriormente, estudió corte y confección, empezando a trabajar como modista muy joven.
Con 18 años, tras el golpe de Estado que dio lugar a la guerra civil española, empezó a militar en las Juventudes Socialistas Unificadas (JSU). Durante la guerra, fue secretaria de la radio de Chamartín, y voluntaria y miliciana de la retaguardia republicana. En marzo de 1939, tras la derrota de Madrid, su novio intentó convencerla para huir a Francia, pero López decidió quedarse junto a sus hermanos en la capital.
Fue detenida el 16 de mayo de 1939 en una redada masiva. El 6 de junio, la trasladaron a la cárcel de mujeres de Ventas. El 3 de agosto ,el Consejo de Guerra Permanente número 9 vio y falló la causa número 30.426, condenándola a la pena de muerte. El 5 de agosto fue ejecutada junto con otras mujeres, las Trece Rosas, en el cementerio del Este de Madrid. Se cuenta que López no murió en la primera descarga y exclamó: "¿Es que a mí no me matan?", muriendo en una segunda descarga.

## Reconocimientos
- 2008 - Se da su nombre a una calle en La Carolina.[10]
- 2015 - Se crean los Premios en defensa de la igualdad con su nombre Ana López Gallego.[11][12][13][10]
- 2018 - El ayuntamiento de La Carolina nombró a López alcaldesa honoraria.[9][14]